# Notícies 9
Notícies Nou (abreviado NT9) é o principal programa informativo de Canal 9, cuja primeira emissão se produziu no dia 20 de setembro de 1989 desde os estúdios da Televisão Valenciana (TVV), em Burjassot, sendo conduzido por Xelo Miralles.
O Notícies Nou, com três edições diárias (uma matinal de larga duração (Notícies Nou Bon Dia) e duas de 60 e 40 minutos (Notícies Nou 1ª Edició e Noticies Nou 2ª Edició) informa sobre as notícias mais relevantes nos âmbitos nacional, internacional, social e desporto.

## Aberturas
A primeira abertura do informativo, depois da sua criação em 1989, estava ambientada num espaço futurista no qual o logo primitivo de Canal 9 (O 9 só era um círculo) levitava sobre uma recriação de um mapa-múndi da qual surgia uma espécie de circuito integrado que lançava um raio que formava um buraco no círuclo do 9, num dado momento a "sobrancelha" do logótipo juntava-se no círculo formando o 9 corporativo de Canal 9, junto ao qual surgia a palavra Notícies.
As próximas aberturas que estes noticiários usaram mantiveram o seu aspecto futurista e inovador.
Em Março de 2005 produz-se uma mudança significativa nas aberturas dos noticiários, ao mudar-se o nome comercial do noticiário de Noticies 9 ou Notícies Nou a Notícies NT9 ou simplesmente NT9 dando-lhe assim um nome abreviado como o de outros canais (TD de Telediario (TVE), TX de Telexornal (TVG) ou TN de Telenoticias ou Telenotícies (Telemadrid, Televisión Canaria, TV3, etc...). Este facto repercute em que a abertura é bem mais sóbria e mostra sobre um fundo laranja imagens da sede da RTVV em Burjassot sobre as quais surgem formas redondas e palavras de cor branca, finalizando com o novo nome comercial. Com a mudança de imagem corporativa, em Outubro de 2005, do grupo RTVV, a abertura mantém-se mas muda o final da mesma aparecendo de novo a marca Notícies 9 onde o 9 era o novo logo de Canal 9.
Em Janeiro de 2007 produz-se uma nova mudança de abertura, nesta nova abertura mantém-se uma versão da anterior sintonia. A iconografia consta de uma grande banda vermelha que serpenteia por um cidade de cristal abstracta, no fim da abertura, num plano superior, aparece inscrito sobre a banda nt9 Noticies.
Em Outubro de 2008 aparece a até à data última abertura, desenhada para unificar a imagem de todos os noticiários da Televisão Valenciana, incluídos os que se estavam a criar para o novo canal 24/9. A abertura consta de um mapamundo formado por rectângulos dos quais surgem em 3D blocos vermelhos que se ligam entre eles. Depois disto, o plano gira 90º para a direita e os elos de ligação vermelhos que iam da direita para a esquerda aparecem desde a parte inferior do ecrã para dar forma ao logótipo de Canal 9 tridimensional, enquanto à sua esquerda aparecem as letras "NT". O mesmo acontece com alguns separadores, mas incluindo imagens que vão mudando na parte superior do ecrã, como no separador L'Oratge (O Tempo), excepto na abertura do 24.2 Notícies, onde os elos se uniam para dar forma ao logótipo do canal Punt 2. Todos os dias, excepto aos fins-de-semana, a abertura começa com um resumo das imagens mais destacadas do dia.

## Apresentadores
- Elena Avivar e Toni Galindo (NT9 Bon Dia)
- Maribel Vilaplana, Joan Espinosa, Fermín Rodriguez e Silvia Tomás (NT9 1ª Edició)
- Victòria Maso, Vicent Juan e Isabel Sánchez (NT9 2ª Edició)
- Empar Recatalá, Federic Ferri e Susana Remohí (NT9 Cap de Setmana)